# 202
Évszázadok: 2. század – 3. század – 4. század
Évtizedek: 150-es évek – 160-as évek – 170-es évek – 180-as évek – 190-es évek – 200-as évek – 210-es évek – 220-as évek – 230-as évek – 240-es évek – 250-es évek
Évek: 197 – 198 – 199 – 200 –  201 – 202 – 203 – 204 – 205 – 206 – 207

## Események
- Septimius Severus császárt (helyettese T. Murrenius Severus) és 14 éves társuralkodó fiát, Caracallát (helyettese C. Cassius Regallianus) választják consulnak.
- Septimius Severus császár öt évnyi távollét után visszatér Rómába.
- A császár összeházasítja Caracallát bizalmasának, Caius Fulvius Plautianus testőrparancsnoknak a lányával, Fulvia Plautillával. Caracalla kényszernek érzi a házasságot és gyűlöli feleségét.
- Septimius Severus hadjáratot indít Africában a sivatagi garamantok ellen, akikkel Numidia tartomány addigi kormányzója, Quintus Anicius Faustus már évek óta hadakozik. A császár ebben az évben vagy a következő elején elfoglalja fővárosukat, Garamát, de röviddel később kivonul onnan.
- A császár megtiltja a keresztények térítését. Alexandriai Clemens neves teológus a keresztényüldözések elől elmenekül Alexandriából és Kappadókiában talál menedéket.

### Kína
- Jüan Sao északi hadúr megbetegszik és meghal. Fiai, Jüan Sang és Jüan Tan háborúzni kezdenek az örökség miatt; eközben déli szomszédjuk Cao Cao a konfliktust kihasználva jelentős területeket száll meg.
- Cao Cao csapatokat küld déli szomszédja, Liu Piao ellen, aki befogadta rebellis generálisát, Liu Pejt (Liu Pej korábban Jüan Saónál talált menedéket, de annak halála után menekülnie kellett). A Liu Pej által vezetett védekező sereg a povangi csatában visszaveri Cao Cao katonáinak támadását.

## Születések
- Csiang Vej, kínai hadvezér

## Halálozások
- Jüan Sao, kínai hadúr
- Irenaeus, keresztény teológus, Lugdunum püspöke

## Fordítás
- Ez a szócikk részben vagy egészben  a(z)   202 című francia Wikipédia-szócikk ezen változatának fordításán alapul.  Az eredeti cikk szerkesztőit annak laptörténete sorolja fel. Ez a jelzés csupán a megfogalmazás eredetét és a szerzői jogokat jelzi, nem szolgál a cikkben szereplő információk forrásmegjelöléseként.